# برومن
برومن Brummen  هي بلدية ومدينة بمقاطعة خيلدرلند بهولندا.

## طوبوغرافيا
خريطة طوبوغرافية هولندية لبلدية برومن، يونيو 2015، (تقرأ بعد ثلاث نقرات على الخريطة).